# ドロテア・フォン・ザクセン＝ラウエンブルク
ドロテア・フォン・ザクセン＝ラウエンブルク＝ラッツェブルク（Dorothea von Sachsen-Lauenburg-Ratzeburg, 1511年7月9日 - 1571年10月7日）は、デンマーク＝ノルウェーの王クリスチャン3世の王妃。デンマーク語名ではDorothea af Sachsen-Lauenburg。

## 生涯
ザクセン＝ラウエンブルク公マグヌス1世と妃カタリーナ・フォン・ブラウンシュヴァイクの娘。妹カタリーナはスウェーデン王グスタフ1世の最初の妃である。
1525年にクリスチャン3世と結婚し、5子をもうけた。
- アンナ（1532年 - 1585年） - ザクセン選帝侯アウグスト妃
- フレゼリク（1534年 - 1588年）
- マグヌス（1540年 - 1583年） - リヴォニア王
- ハンス（1545年 - 1622年） - シュレースヴィヒ＝ホルシュタイン＝ゾンダーブルク＝プロン公
- ドロテア（1546年 - 1617年） - リューネブルク侯ヴィルヘルム妃

ドロテアは1571年に亡くなり、ロスキレ大聖堂で夫の隣に葬られた。